# Dov Glickman
Dov Glickman (Hebreiska: דב גליקמן), född 22 december 1949 i Tel-Aviv, är en israelisk skådespelare. Han har medverkat i en lång rad filmer, tv-serier och teaterpjäser i Israel. För den internationella publiken är han förmodligen mest känd för rollen som Shulem Shtisel i TV-serien Shtisel.